# Keteninformatisering
Keteninformatisering is het tot stand brengen van een informatie-infrastructuur voor geautomatiseerde informatie-uitwisseling tussen organisaties in een bedrijfsketen of organisatienetwerk. In tegenstelling tot de klassieke automatisering, waarbij de toepassingen voornamelijk gericht zijn op interne problemen, richt keteninformatisering zich voornamelijk op problemen tussen organisaties binnen de keten.
Structurele informatieproblemen in bedrijfsketens blijken vaak moeilijk op te lossen met alleen interne informatiesystemen. Nieuwe mogelijkheden worden geopend door een toepassingsonafhankelijke informatie-infrastructuur afgestemd op de gemeenschappelijke eisen van de bedrijfsketen. Met keteninformatisering kunnen maatschappelijke informatievraagstukken opgelost worden, die met organisatorische maatregelen alleen tot dusver onoplosbaar bleken te zijn.
De methode keteninformatisering heeft als eerste gezicht de zogenaamde ketenvisie die aan de methode ten grondslag ligt. Deze visie bevat drie afzonderlijke componenten
- De irrationele context van ketensamenwerking; gebrek aan overkoepelend gezag
- Het dominante ketenprobleem
- Ketenniveau

De belangrijkste factor is het ontbreken van een formele hiërarchie. Grote databanken met gegevens die gemeenschappelijk tussen de betrokken organisaties gebruikt worden, vergen meer samenwerkingsbereidheid dan in ketens waar dat formele gezag wel aanwezig is. Keteninformatisering richt zich daarom voornamelijk op overzicht en minder op inhoud (Grijpink, 1997).

Voorbeeld 1. Preventie van studiefinancieringsfraude door gedetineerden.
Op dit moment is er een grote groep gevangenen die studiefinanciering gebruikt om het nominale maandelijkse gevangenisloon van 52 euro aan te vullen. Inschrijven bij een erkende opleiding van het LOI is het enige wat een gedetineerde daar voor hoeft te doen. Na inschrijving kan de gedetineerde bij de IB Groep een uitwonende beurs aanvragen (Nieuwnieuws, 2007).
Een aantal partijen binnen de politiek vindt dat hier een einde aan moet komen. Op dit moment is het voor de IB Groep bijvoorbeeld onmogelijk om te controleren of een aanvraag gedaan wordt door een gedetineerde. Daarnaast zou het voor een detentie-inrichting extra werk opleveren als bij elke opsluiting gecontroleerd moet worden of de verdachte studiefinanciering ontvangt. Keteninformatisering kan bijdragen aan het oplossen van het probleem.
De IB Groep met toegang krijgen tot VerwijsIndex Personen Strafrechthandhaving (VIPS). Wanneer een persoon studiefinanciering aanvraagt, zal de IB Groep binnen VIPS een studiefinanciering verwijzing moeten opnemen. Tevens moet de IB Groep controleren of er een detentie verwijzing aan de persoon gekoppeld is. Wanneer dat het geval is, is de aanvrager gedetineerd, en kan hij geen studiefinanciering ontvangen. Daarnaast moeten de registratiesystemen van de detentie-inrichtingen controleren of VIPS een studiefinanciering verwijzing bevat op het moment dat een opgeroepen persoon zich meldt aan de poort om zijn straf uit te zitten. Wanneer dat het geval is, wordt de persoon verzocht een standaardbrief te ondertekenen waarin hij de IB Groep verzoekt de studiefinanciering op te schorten. Komt iemand in de verwijsindex van niet voor met een, dan blijft die automatische raadpleging onzichtbaar.